# Typy chůze
Klasifikaci typů chůze zavedl prof. V. Janda. Rozlišují se 3 typy podle toho, kde je vykonávána hlavní složka pohybu. Podle tohoto dělení je možno určit převládající typ chůze, v praxi je však u každého jedince chůze individuálním projevem, a jde o kombinaci více typů (eventuálně se v ní odráží různé patologické jevy).

## Proximální chůze
Hlavní část pohybu se odehrává v kyčelních kloubech a dochází jen k malému odvíjení chodidla. Na pohybu se podílí ponejvíce flexory kyčelního kloubu.

## Akrální chůze
Vyznačuje se výrazným odvinováním chodidla, na konci stojné fáze je přítomna zvýšená dorzální flexe nohy. Naopak v kyčelních kloubech je rozsah pohybu malý, člověk s tímto typem chůze tak během pohybu výrazně vertikálně mění polohu svého těžiště.

## Peroneální chůze
Vyznačuje se výraznou flexí v kolenních kloubech, everzí nohy a vnitřní rotací v kyčelních kloubech. Název je podle řeckého označení fibuly – perone.